# Referendo sobre a independência da Bósnia e Herzegovina em 1992
Um referendo de independência foi realizado na Bósnia e Herzegovina entre 29 de fevereiro e 1 de março de 1992, na sequência das primeiras eleições livres de 1990 e da ascensão de tensões étnicas que conduziriam à dissolução da Iugoslávia. A independência era fortemente favorecida pelos eleitores bosníacos e croatas bósnios enquanto que os sérvios bósnios boicotaram o referendo ou foram impedidos de participar pelas autoridades sérvias da Bósnia. A afluência total de votantes foi de 63,4% (menos de dois terços, lançando dúvidas sobre sua validade), dos quais 99,7% votaram a favor da independência da Bósnia e Herzegovina. Em 3 de março, presidente da Presidência da Bósnia e Herzegovina Alija Izetbegović declarou a independência da República da Bósnia e Herzegovina e o parlamento ratificou a ação. Em 6 de abril, os Estados Unidos e a Comunidade Econômica Europeia reconheceram a Bósnia e Herzegovina como um Estado independente e, em 22 de maio seria admitido nas Nações Unidas.

## Resultados
| Escolha                           | Votos     | %    |
| --------------------------------- | --------- | ---- |
| Favorável                         | 2 061 932 | 99,7 |
| Contrário                         | 6 037     | 0,3  |
| Inválidos / votos brancos         | 5 227     | –    |
| Total                             | 2 073 568 | 100  |
| Eleitores registrados / afluência | 3 253 847 | 63,7 |
| Fonte: Nohlen & Stöver            |           |      |

## Consequências

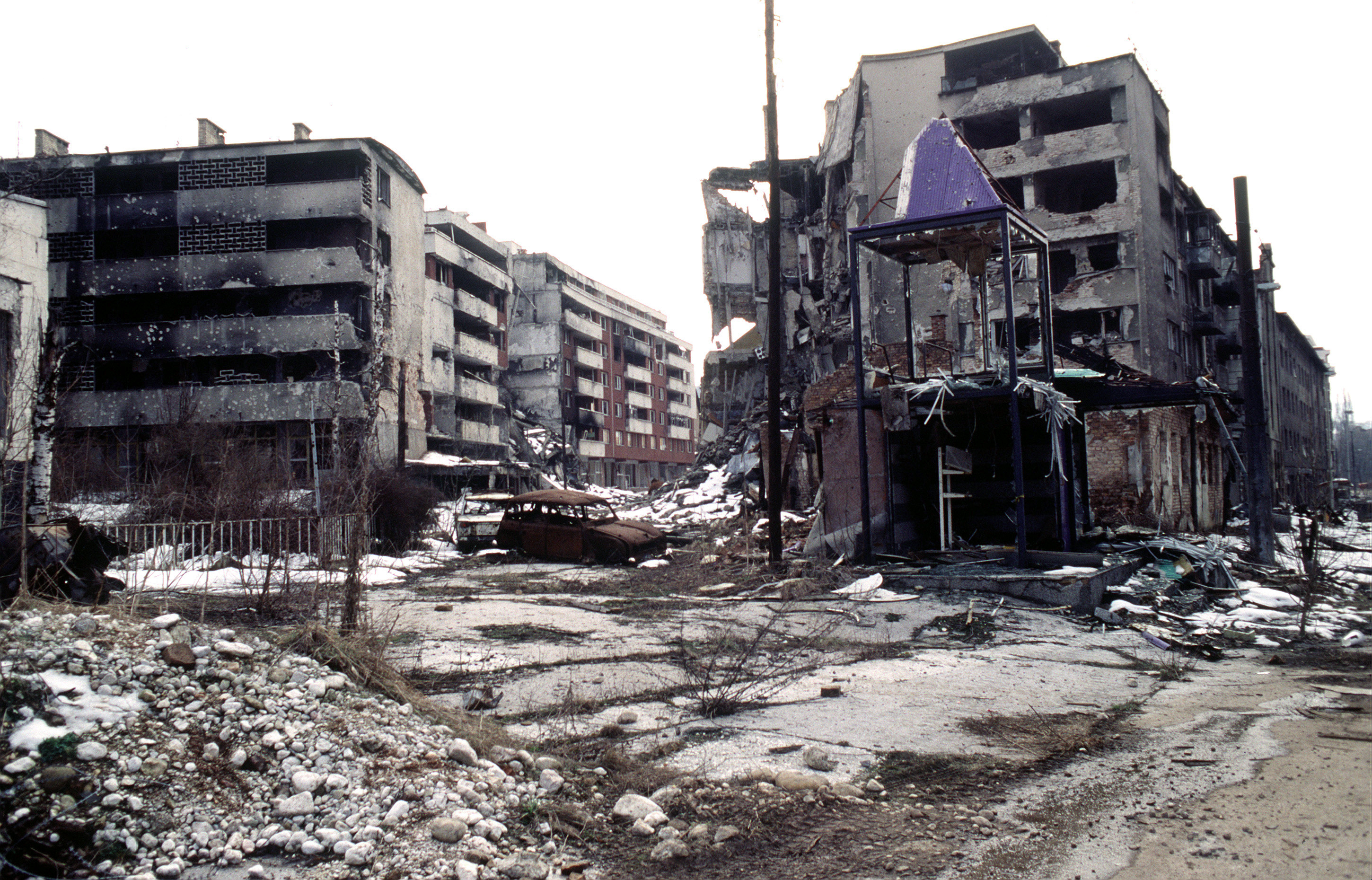
Prédios de apartamentos fortemente danificados no distrito de Grbavica, Sarajevo.

Imediatamente após o reconhecimento, as forças sérvias bósnias e sérvias, dirigidas e financiadas por Belgrado, iniciaram uma "agressão abrangente" na Bósnia e Herzegovina. O Exército Popular Iugoslavo e voluntários sérvios atacaram a cidade predominantemente croata de Ravno em setembro de 1991, policiais sérvios bósnios dispararam sobre as áreas povoadas por bosníacos de Šipovo durante o qual 3 000 bosníacos fugiram, e unidades paramilitares sérvias atacaram Foča, Visegrad, Bratunac, Bijeljina, e outras cidades do leste da Bósnia e Herzegovina. No mês de reconhecimento, o cerco de Sarajevo começou, altura em que o Exército da Republika Srpska (VRS), controlava 70% da Bósnia e Herzegovina.